# الحافة (بلسان)

تعديل مصدري - تعديل

الحافة محلة تابعة لقرية بلسان، التابعة لعزلة عبيدة بمديرية يريم إحدى مديريات محافظة إب في الجمهورية اليمنية، بلغ تعداد سكانها 68 حسب تعداد اليمن لعام 2004.